# كليف غودارد
كليف غودارد (بالإنجليزية: Cliff Goddard)‏ هو لغوي أسترالي، ولد في 5 ديسمبر 1953 في كانبرا في أستراليا.